# Награда „Ђорђе Јовановић”
Награда „Ђорђе Јовановић” додељује се за најбољу књигу есеја или књижевне критике објављену између два Међународна сајма књига у Београду. Награду је установила и додељује Библиотека „Ђорђе Јовановић”, Стари град, од 1967. године.

## Историјат
Награда је назив добила по књижевнику, књижевном критичару и револуционару Ђорђу Јовановићу (Београд, 27. октобар 1909 — Слатине, 23. јул 1943) по коме се зове и Библиотека „Ђорђе Јовановић” у Београду. Библиотека „Ђорђе Јовановић” је општинска мрежа у склопу Библиотеке града Београда и централна је библиотека на општини Стари град.
Награда се састоји од Повеље и новчаног износа а добитнику се уручује 27. октобра, на дан рођења књижевника.
На додели награде 2017. године обележено је пола века Награде „Ђорђе Јовановић”.
Назив награде није повезан са вајаром и академиком Ђорђем Јовановићем, већ са истоименим књижевником.

## Добитници

### Од 1967. до 1980.
- 1967 — Вито Марковић, за књигу Опасности главе.[2]
- 1968 — Љубомир Симовић, за књигу Шлемови.[2]
- 1969 — награда није додељена.[2]
- 1970 — Радомир Константиновић, за књигу Философија паланке.[2]
- 1971 — Милорад Павић, за књигу Историја књижевности барокног доба.[2]
- 1972 — Миодраг Поповић, за књигу Романтизам.[2]
- 1973 — Милица Николић, за књигу Руске поетске теме.[2]
- 1974 — Петар Џаџић, за књигу Критике и огледи.[2]
- 1975 — Мирослав Егерић, за књигу Речи у времену.[2]
- 1976 — Јовица Аћин, за књигу Изазов херменеутике.[2]
- 1977 — Мухарем Первић, за књигу Традиција и критика.[2]
- 1978 — Миодраг Павловић, за књигу Поетика модерног.[2]
- 1979 — Раде Војводић, за књигу Похвала духу ругајућем.[2]
- 1980 — Предраг Палавестра, за књигу Критика и авангарда у модерној српској књижевности.[2]

### Од 1981. до 1990.
- 1981 — Зоран Глушчевић, за књигу Поезија и магија.[2]
- 1982 — Павле Стефановић, за књигу Есеји.[2]
- 1983 — Виктор Жмегач, за књигу Истина фикције.[2]
- 1984 — Новица Петковић, за књигу Од формализма ка семиотици.[2]
- 1985 — Ђорђије Вуковић, за књигу Огледи о српској књижевности.[2]
- 1986 — Светозар Петровић, за књигу Облик и смисао.[2]
- 1987 — Јован Христић, за књигу Студије о драми.[2]
- 1988 — Света Лукић, за књигу Модерна интелектуална проза.[2]
- 1989 — Борислав Михајловић Михиз, за књигу Портрети.[2]
- 1990 — Павле Зорић, за књигу Губитници.[2]

### Од 1991. до 2000.
- 1991 — Гојко Тешић, за књигу Српска авангарада у полемичком контексту.[2]
- 1992 — Хатиџа Крњевић, за књигу Вековита јабука Лазе Костића.[2]
- 1993 — Светлана Велмар-Јанковић, за књигу Уклетници.[2]
- 1994 — Владета Јеротић, за књигу Дарови наших рођака.[2]
- 1995 — Александар Јовановић, за књигу Поезија српског неосимболизма.[2]
- 1996 — Радивоје Микић, за књигу Песма: текст и контекст.[2]
- 1997 — Снежана Самарџија, за књигу Поетика усмених прозних облика.[2]
- 1998 — Петар Пијановић, за књигу Павић.[2]
- 1999 — Михајло Пантић, за књигу Модернистичка приповедања.[2]
- 2000 — Мило Ломпар, за књигу Црњански и Мефистофел и [2]
- 2000 — Тихомир Брајовић, за књигу Теорија песничке слике.[2]

### Од 2001. до 2010.
- 2001 — Јасмина Лукић, за књигу Метапроза – читање жанра.[2]
- 2002 — Борислав Радовић, за књигу О песницима и о поезији.[2]
- 2003 — Драган Стојановић, за књигу Лепа бића Иве Андрића.[4]
- 2004 — Славко Гордић, за књигу Профили и ситуације.[4]
- 2005 — Бранко Поповић, за књигу Потрага за смислом.[4]
- 2006 — Радован Вучковић, за књигу Модерни роман двадесетог века.[4]
- 2007 — Љубиша Јеремић, за књигу О српским писцима.[4]
- 2008 — Светозар Кољевић, за књигу Вавилонски изазови.[4]
- 2009 — Ранко Поповић, за књигу Чин препознавања.[4]
- 2010 — Александар Јерков, за књигу Смисао (српског) стиха – само/оспоравање.[4]

### Од 2011. до 2020.
- 2011 — Јован Делић, за књигу Иван В. Лалић и њемачка лирика.[5]
- 2012 — Богдан А. Поповић, за књигу И песници и критичари.[5][6]
- 2013 — Марко Недић, за књигу Између реализма и постмодерне.[5][7]
- 2014 — Иво Тартаља, за књигу Песма о песми.[5][8]
- 2015 — Адријана Марчетић, за књигу О новој компаратистици.[5][9]
- 2016 — Леон Којен, за књигу У тражењу новог и
- 2016 — Драган Хамовић, за књигу Пут ка усправној земљи.[10]
- 2017 — Милосав Тешић, за књигу Певање и мера.[3]
- 2018 — Слободан Владушић, за књигу Књижевност и коментари и
- 2018 — Зоран Милутиновић, за књигу Битка за прошлост: Иво Андрић и бошњачки национализам.[11]
- 2019 — Душица Потић, за књигу Поетика прикривања: фолклорни обрасци у стваралаштву Стевана Раичковића.[12]
- 2020 — Љиљана Пешикан Љуштановић, за књигу Пишем ти причу: рефлекси усмене књижевности и традиционалне културе у писаној књижевности и савременој култури Срба.[13]

### Од 2021.
- 2021 — Марко Аврамовић, за књигу Не губећи из вида ниједно биће ни предмет.[14]
- 2022 — Ђорђе Деспић, за књигу Тумач и песма: Есејистика Миодрага Павловића.[15]
- 2023 — Јелена Младеновић, за књигу Од ђаволовог друга до тајног монаха: карневал и религија у поезији Новице Тадића.[16]
- 2024 — Славица Гароња за књигу Од црвенокосе богиње до слепих певачица.[17]